# عدد تاكسيكاب

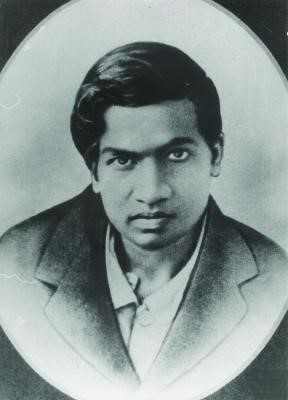

في الرياضيات، تعرف عدد التاكسيكاب (سيارة-الأجرة) taxicab number nth، ويشار عليه عادةً برمز Ta(n) أو Taxicab(n)، كأصغر رقم يمكن التعبير عنه كمجموع عددين موجبة مكعبة بطرق التمايز بالنسبة للعدد n, اعتمادا على ترتيب الأرقام المجموعة. غودفري هارولد هاردي وإي. إم. رايت أثبت في 1954 بأن مثل هذه الأرقام موجودة بالنسبة لجميع الأعداد الصحيحة الموجبة n، وتحولت إثباتها ببساطة إلى برنامج لتوليد مثل هذه الأرقام. على أية حال، البرهان لم يعط معلومات حول إمكانية توليد أرقام جديدة أو إن هذه الأرقام المكتشفة هي إصغر الأرقام الممكنة وأنه من المستحيل إيجاد Ta(n) آخر. حتى الآن، فقط ستة أعداد تاكسيكاب معروفة (متسلسلة A011541 في OEIS):
{\displaystyle {\begin{aligned}\operatorname {Ta} (1)=2&=1^{3}+1^{3}\end{aligned}}}
{\displaystyle {\begin{aligned}\operatorname {Ta} (2)=1729&=1^{3}+12^{3}\\&=9^{3}+10^{3}\end{aligned}}}
{\displaystyle {\begin{aligned}\operatorname {Ta} (3)=87539319&=167^{3}+436^{3}\\&=228^{3}+423^{3}\\&=255^{3}+414^{3}\end{aligned}}}
{\displaystyle {\begin{aligned}\operatorname {Ta} (4)=6963472309248&=2421^{3}+19083^{3}\\&=5436^{3}+18948^{3}\\&=10200^{3}+18072^{3}\\&=13322^{3}+16630^{3}\end{aligned}}}
{\displaystyle {\begin{aligned}\operatorname {Ta} (5)=48988659276962496&=38787^{3}+365757^{3}\\&=107839^{3}+362753^{3}\\&=205292^{3}+342952^{3}\\&=221424^{3}+336588^{3}\\&=231518^{3}+331954^{3}\end{aligned}}}
{\displaystyle {\begin{aligned}\operatorname {Ta} (6)=24153319581254312065344&=582162^{3}+28906206^{3}\\&=3064173^{3}+28894803^{3}\\&=8519281^{3}+28657487^{3}\\&=16218068^{3}+27093208^{3}\\&=17492496^{3}+26590452^{3}\\&=18289922^{3}+26224366^{3}\end{aligned}}}
Ta(2), أيضاً تعرف باسم عدد هاردي-رامانجن، وقد نشرت لأول مرة بواسطة برنارد فرينيكلي دي بيسي Bernard Frénicle de Bessy في 1657 وخلدت لاحقاُ بحادثة وقعت مع الرياضياتيان غودفري هارولد هاردي وسرينيفزا رامانوجان. وكما ذكر هاردي :
| عدد تاكسيكاب | أذكر عندما ذهبت إليه لرؤيته عندما كان مريضاً ومستلقياً على الفراش. كنت قد ركبت سيارة-أجرة لها الرقم 1729, ولاحظت ذلك العدد التي بدأ لي باهتاً لحدٍ ما، ويأست في النهاية وظننت بأنه ليس أكثر من مجرد رقم. "لا"، أجاب هو، "أنه عدد مثير جداً للاهتمام; أنه أصغر عدد قابلة للتعبير كمجموع مكعب عددين [موجبين] بطريقتين مختلفتين." | عدد تاكسيكاب |

اكتشفت أعداد التاكسيكاب اللاحقة بمساعدة الحواسيب; جون ليتش وجد عدد Ta(3) في 1957, إي. روسينستيل، جيه. إيه. دارديز وسي. آر. روسينستيل وجدوا العدد Ta(4) في 1991, وديفيد دبليو. ويلسون وجد العدد Ta(5) في نوفمبر 1997. وأعلنت Ta(6) بواسطة أوي هوليرباتش Uwe Hollerbach على قائمة NMBRTHRY البريدية في مارس 9 2008.
إن مشكلة عدد التاكسيكاب الأكثر تقييداً هي أنها تتطلب من عدد التاكسيكاب أن يكون خالي من التكعيب، مما يعني أنها ليست قابلة بالقسمة بواسطة أي مكعب غير العدد 13. حيث تكتب عدد التاكسيكاب الخالي من التكعيب T بالمعادلة T = x3+y3، يجب أن تكون أعداد x وy أن تكون أعداد أولية نسبياً بالنسبة لجميع أزواج (x, y). من بين أعداد التاكسيكاب Ta(n) الموزعة أعلاه، فقط Ta(1) وTa(2) هي أعداد تاكسيكاب خالية من التكعيب. اكتشف أصغر عدد تاكسيكاب الخالية من مكعبة مع ثلاثة تمثيلات representations بواسطة باول فوجتا Paul Vojta (غير منشور) في 1981 في حين كان طالباً في الدراسات العليا. وهي:
15170835645
= 5173 + 24683
= 7093 + 24563
= 17333 + 21523.
كما أُكتشفت أصغر عدد تاكسيكاب الخالي من التكعيب والتي تكون مع أربعة تمثيلات بواسطة ستيوارت غاسكوين Stuart Gascoigne ومستقلة بواسطة دنكان مور Duncan Moore في 2003. هو:
1801049058342701083
= 922273 + 12165003
= 1366353 + 12161023
= 3419953 + 12076023
= 6002593 + 11658843.
(متسلسلة A080642 في OEIS)

## وصلات خارجية
- رسالة بريدية في عام 2002 إلى القائمة البريدية لنظرية الأعداد بواسطة راندال إل. راثبون
- أعداد التاكسيكاب والمواضيع الآخرى عند أويلر